# Save Up All Your Tears
A Save Up All Your Tears Desmond Child és Diane Warren szerzeménye. A dalt először Bonnie Tyler énekelte fel 1987-ben, az 1988-as Hide Your Heart (Notes from America) című nagylemezén jelent meg, de igazából a dalt Cher vitte sikerre 1991-ben.

## A dalról
1987-ben vették fel a Woodstockhoz közeli Bearswille stúdióban az Egyesült Államokban. Bonnie Tyler énekelte fel először és az Ő számára is készült, majd a Hide Your Heart című lemezén jelent meg 1988-ban. Azonban a CBS kiadó mérsékelt promócióval és szkeptikusan bocsátotta piacra mind a nagylemezt, mind pedig a kislemezt, ezért a dal nem került fel Bonnie előadásában egyetlen toplistára sem. 1989-ben Robin Beck is előadta a dalt, amely Svájcban az 5. Németországban a 10. helyen szerepelt az eladási listákon. 1991-ben Cher is felénekelte saját lemezére, majd kislemez formátumban is megjelent, ami több országban bekerül a TOP50-es listára.
Bonnie Tylertől 1988-tól egészen 1993-ig megjelent tucatnyi válogatáslemeze közül egyik sem tartalmazta ezt a dalt. Még az 1989-es Greatest Hits kiadványon sem, ami több országban arany és platina minősítést ért el. Majd miután Bonnie lemezkiadót váltott a CBS el való szakítás után, a Sony 1993-ban két Bonnie Tyler válogatáslemezen is megjelentette a dalt és mindkét kollekció platina minősítést ért el több európai országban is.

## Kislemez
7" Single
| # | Dalcím                 | Zeneszerző                 | Producer      | Hossz |
| - | ---------------------- | -------------------------- | ------------- | ----- |
| 1 | Save Up All Your Tears | Desmond Child Diane Warren | Desmond Child | 4:10  |
| 2 | It's Not Enough        | P. Hopkins; Bonnie Tyler   | P. Oxendale   | 5:11  |

7" Single
| # | Dalcím                                  | Zeneszerző                 | Producer      | Hossz |
| - | --------------------------------------- | -------------------------- | ------------- | ----- |
| 1 | Save Up All Your Tears (The London Mix) | Desmond Child Diane Warren | Desmond Child | 4:10  |
| 2 | It's Not Enough                         | P. Hopkins; Bonnie Tyler   | P. Oxendale   | 5:11  |

12" Single
| # | Dalcím                                  | Zeneszerző                 | Producer      | Hossz |
| - | --------------------------------------- | -------------------------- | ------------- | ----- |
| 1 | Save Up All Your Tears (The London Mix) | Desmond Child Diane Warren | Desmond Child | 4:10  |
| 2 | It's Not Enough                         | P. Hopkins; Bonnie Tyler   | P. Oxendale   | 5:11  |
| 3 | Save Up All Your Tears (Album Version)  | Desmond Child Diane Warren | Desmond Child | 4:10  |
| 4 | Loving You's A Dirty Job                | Jim Steinman               | Jim Steinman  | 7:47  |